# Poverty’s Paradise
Poverty’s Paradise (englisch für „Armutsparadies“) ist das vierte Studioalbum der US-amerikanischen Rap-Gruppe Naughty by Nature. Es erschien am 2. Mai 1995 über das Label Tommy Boy Records.

## Produktion
Zwölf Lieder des Albums wurden von Naughty by Nature selbst produziert. Zwei Beats stammen von Minnesota, während Brice und Kid Nyce je ein Instrumental produzierten. Viele Songs enthalten außerdem Samples von Stücken anderer Künstler.

## Covergestaltung
Das Albumcover ist in Schwarz-weiß gehalten und zeigt die drei Bandmitglieder, die sich in einem dunklen Raum befinden und den Betrachter ansehen. Im unteren Teil des Bildes befinden sich die weißen Schriftzüge Naughty by Nature und Poverty’s Paradise.

## Gastbeiträge
| Professionelle Bewertungen | Professionelle Bewertungen |
| -------------------------- | -------------------------- |
| Kritiken                   |                            |
| Quelle                     | Bewertung                  |
| Rolling Stone              | [ 2 ]                      |
| allmusic                   | [ 3 ]                      |

Auf sechs der 21 Titel des Albums treten neben Naughty by Nature andere Künstler in Erscheinung. Die Rapper Road Dawgs und Cruddy Click haben gleich drei Gastbeiträge und die Rapgruppe Rottin Razkals ist auf zwei Liedern zu hören. Außerdem sind der Sänger Gordon Chambers und die Rapperin Kandi Kain auf je einem Song vertreten, während der Basketballspieler Chris Webber in einem Skit zu hören ist.

## Titelliste
| #  | Titel               | Gastbeiträge                                | Produzent         | Länge |
| -- | ------------------- | ------------------------------------------- | ----------------- | ----- |
| 1  | Intro Skit          |                                             |                   | 0:38  |
| 2  | Poverty’s Paradise  |                                             | Naughty by Nature | 1:01  |
| 3  | Clap Yo Hands       |                                             | Naughty by Nature | 4:39  |
| 4  | City of Ci-Lo       |                                             | Minnesota         | 3:13  |
| 5  | Hang Out and Hustle | Road Dawgs und Cruddy Click                 | Naughty by Nature | 3:15  |
| 6  | It’s Workin’        | Rottin Razkals                              | Naughty by Nature | 4:06  |
| 7  | Holdin’ Fort        |                                             | Naughty by Nature | 3:34  |
| 8  | Chain Remains       |                                             | Brice             | 4:33  |
| 9  | Feel Me Flow        |                                             | Naughty by Nature | 3:33  |
| 10 | Craziest            |                                             | Naughty by Nature | 4:12  |
| 11 | Radio Skit          |                                             |                   | 0:09  |
| 12 | Sunshine            |                                             | Naughty by Nature | 3:13  |
| 13 | Webber Skit         | Chris Webber                                |                   | 0:49  |
| 14 | Respect Due         |                                             | Naughty by Nature | 3:03  |
| 15 | World Go Round      |                                             | Minnesota         | 3:06  |
| 16 | Klickow-Klickow     | Rottin Razkals, Cruddy Click und Road Dawgs | Naughty by Nature | 5:00  |
| 17 | Double I Skit       |                                             |                   | 0:13  |
| 18 | Slang Bang          |                                             | Kid Nyce          | 3:42  |
| 19 | Shout Out           | Gordon Chambers                             | Naughty by Nature | 7:02  |
| 20 | Outro               |                                             |                   | 0:27  |
| 21 | Connections         | Cruddy Click, Road Dawgs und Kandi Kain     | Naughty by Nature | 3:10  |

## Chartplatzierungen und Singles
Poverty’s Paradise stieg am 12. Juni 1995 auf Platz 97 in die deutschen Albumcharts ein und verließ die Top 100 in der folgenden Woche wieder, bevor es am 26. Juni 1995 erneut in die Charts einstieg und mit Rang 39 die Höchstposition erreichte. Insgesamt konnte sich das Album acht Wochen in den Top 100 halten. In den USA belegte der Tonträger Platz 3 und hielt sich 18 Wochen in den Charts.
Drei Lieder des Albums wurden als Singles ausgekoppelt. Davon war besonders der Song Feel Me Flow erfolgreich, der Platz 17 der US-Charts erreichte und für mehr als 500.000 Verkäufe eine Goldene Schallplatte erhielt. Außerdem wurden die Tracks Clap Yo Hands und Craziest (US #51) als Singles veröffentlicht.

## Verkaufszahlen und Auszeichnungen
Poverty’s Paradise verkaufte sich in den Vereinigten Staaten mehr als 500.000 Mal und wurde demzufolge noch im Erscheinungsjahr mit einer Goldenen Schallplatte ausgezeichnet.
Bei den Grammy Awards 1996 erhielt das Album die erste Auszeichnung in der neu eingeführten Kategorie Best Rap Album.